# Pseudorhynchus raggei
Pseudorhynchus raggei är en insektsart som beskrevs av Bailey, W.J. 1980. Pseudorhynchus raggei ingår i släktet Pseudorhynchus och familjen vårtbitare. Inga underarter finns listade i Catalogue of Life.